# Jawhar Mnari
Jawhar „Joe“ Mnari (arabisch جوهر مناري‎; * 8. November 1976 in Monastir; auch Jaouhar Mnari geschrieben) ist ein ehemaliger tunesischer Fußballspieler. Er wurde 2004 mit der tunesischen Nationalmannschaft Afrikameister und gewann 2007 mit dem 1. FC Nürnberg den DFB-Pokal.

## Karriere
Im Alter von 12 Jahren begann Jawhar Mnari seine Fußballkarriere bei seinem Heimatverein Union Sportive Monastirienne, für den er von 1988 bis 2001 sowohl in der Jugend als auch im Herrenbereich spielte. 2001 wechselte er zum tunesischen Spitzenklub Espérance Tunis, mit dem er drei Mal die Meisterschaft gewann. Zudem erreichte er mit dem Klub 2004 und 2005 jeweils das Finale des Tunesischen Pokals, musste sich aber 2004 dem CS Sfaxien und 2005 dem ES Zarzis geschlagen geben. Darüber hinaus nahm er mit Espérance Tunis mehrfach an der CAF Champions League teil. In den Jahren 2003 und 2004 erreichte der Klub jeweils das Halbfinale des kontinentalen Wettbewerbs.
Im Sommer 2005 wechselte er zum von Wolfgang Wolf trainierten Bundesligisten 1. FC Nürnberg. Nach anfänglichen Eingewöhnungsschwierigkeiten spielte Mnari unter Trainer Hans Meyer in der zweiten Saisonhälfte regelmäßig in der Startelf. Der Verein schaffte es nach einer starken Rückrunde auf Platz acht. Nachdem sich Mnari auch in der folgenden Saison als wichtiger Bestandteil der Mannschaft erwies, verlängerte der Verein seinen Vertrag bis zum Sommer 2010. Nun bildete er meist zusammen mit Tomáš Galásek eine Doppelsechs. Der sechste Tabellenplatz bedeutete die beste Saison seit fast zwanzig Jahren, und zudem gewann Nürnberg den DFB-Pokal, wobei Mnari im Finale aber verletzungsbedingt nicht spielen konnte.
In der Saison 2007/08 bekam der Tunesier durch Peer Kluge Konkurrenz und verlor seinen Stammplatz, spielte aber auch erstmals im UEFA-Pokal, wo er zu vier Einsätzen kam. In der Liga stieg der Verein allerdings ab. Vor der Saison 2008/09 verließ Galásek den Verein und der neue Trainer Michael Oenning setzte auf eine Raute. Obwohl Kluge dann meist auf dem Flügel spielte, stand Mnari zu Saisonbeginn nur selten in der Startelf, da er in der Hinrunde durch Peter Perchtold und in der Rückrunde durch Stefan Reinartz Konkurrenz bekommen hatte. Kurz vor Saisonende rückte jedoch Reinartz für den verletzten Dominic Maroh in die Abwehr, wodurch Oenning im defensiven Mittelfeld wieder auf den erfahrenen Mnari setzte, der wieder gute Leistungen zeigte. Nürnberg erreichte schließlich den dritten Platz und damit die Relegation. Dort spielte Mnari in beiden Partien durch und stieg so mit Nürnberg auf.
Die folgende Bundesligasaison 2009/10 verlief dagegen schlecht für ihn. Zwar stand er zunächst im DFB-Pokal und dann am ersten Spieltag noch in der Startelf, wurde aber jeweils ausgewechselt. Danach kam er nur noch am zweiten und am achten Spieltag zum Einsatz, wobei er jeweils durchspielte, zuletzt am 3. Oktober 2009 in Leverkusen. Nachdem sein Vertrag am Ende der Saison nicht verlängert worden war, gab der Zweitligist FSV Frankfurt die Verpflichtung Mnaris zur Spielzeit 2010/11 bekannt. Während der Vorbereitung deutete vieles darauf hin, dass Mnari den Stammplatz auf der „Sechser“-Position besetzen würde, nach einer Verletzung Mnaris kurz vor Saisonbeginn nahm aber Samil Cinaz diesen Platz ein. Mnari kam im Verlauf der Saison auf nur acht Zweitligaeinsätze und beendete nach einer Saison sein Gastspiel beim Frankfurter Stadtteilverein.

## Nationalmannschaft
Jawhar Mnari war mit der tunesischen Fußballnationalmannschaft 2004 Afrikameister. Zudem stand er im Aufgebot für den Konföderationen-Pokal 2005 und für die Fußball-Weltmeisterschaft 2006, wo er alle drei Spiele der Tunesier bestritt und sogar ein Tor erzielte.
In 72 Länderspielen erzielte Mnari drei Tore.

## Titel / Erfolge
- Afrikameister 2004 mit der tunesischen Nationalmannschaft
- Weltmeisterschafts-Teilnehmer 2006 mit Tunesien
- Tunesischer Meister mit Espérance Tunis: 2002, 2003, 2004
- Deutscher Pokalsieger 2007 mit dem 1. FC Nürnberg
- Bundesliga-Aufstieg 2008/09 mit dem 1. FC Nürnberg